# Feel Like Flying
Feel Like Flying is een nummer van de Nederlandse band Racoon uit 2000. Het is de eerste single van hun debuutalbum Till Monkeys Fly.
"Feel Like Flying" werd in Nederland een grote radiohit en betekende de definitieve doorbraak voor Racoon. Toch wist het nummer de Top 40 niet te behalen, maar moest het nummer het doen met de 5e positie in de Tipparade.

## NPO Radio 2 Top 2000
| Nummer met noteringen in de NPO Radio 2 Top 2000 | '18  | '19  | '20  |
| ------------------------------------------------ | ---- | ---- | ---- |
| Feel Like Flying                                 | 1882 | 1856 | 1779 |

1. ↑  Een vetgedrukt getal geeft de hoogste notering aan.
2. ↑  2018 was het eerste jaar met een notering voor dit nummer.
3. ↑  Deze tabel is bijgewerkt tot en met de laatste editie (2024).